# Círculo Inferior da Saxônia

O Círculo Inferior da Saxônia no início do século XVI.

O Círculo Inferior da Saxônia (em alemão:  Niedersächsischer Reichskreis) era um Círculo Imperial  do Sacro Império Romano-Germânico. Ele cobria muito do território do medieval Ducado da Saxônia (exceto por Vestfália), e era originalmente chamado de Círculo Saxão (em alemão:  Sächsischer Kreis ou Sächsischer Reichskreis) antes de ser melhor diferenciado com o Círculo Superior da Saxônia com um específico nome.
Um aspecto peculiar deste círculo foi que, em vários momentos, os Reis da Dinamarca (em Holstein), Grã-Bretanha (em Hanôver) e Suécia (em Bremen) eram todos Príncipes de Estados Imperiais.

## Origem
Originam-se os primeiros planos para formar um Círculo Inferior da Saxônia com Alberto II da Germânia em 1438. Um círculo Imperial saxão foi formalmente criado em 1500, mas em 1512 foi dividido em Círculos de Superior e Inferior da Saxônia. A divisão só foi codificada em 1522, e demorou um pouco até que a separação fosse completamente implementada pela Câmara da Corte Imperial. Além disso, a primeira menção de um círculo Superior Saxão, um Círculo Inferior da Saxônia ou Países Baixos ocorreu muito adiante. O termo Inferior ou Baixa Saxônia (Niedersachsen) foi utilizado pela primeira vez em 1548.

## Território
O Círculo Inferior da Saxônia incluía a parte mais oriental da corrente Baixa Saxônia, a parte norte da Saxônia-Anhalt (excluindo Altmark), Mecklemburgo, Holstein (excluindo Dithmarschen), Hamburgo, Bremen, e adicionando pequenas áreas de Brandemburgo e Turíngia. A maior parte era um território contínuo, com excepção de pequenos enclaves como Halle e Jüterbog. Nordhausen e Mühlhausen foram também áreas fora a porção contínua do Círculo Imperial. Dentro do círculo estava o Arcebispado de Verden, que estava em União Pessoal com o Arcebispado de Bremen desde 1502. Os Condes de Schaumburgo e Spiegelberg também fizeram parte da União pessoal, mas eles não faziam parte do Círculo Inferior da Saxônia.
No tempo da queda do Sacro Império Romano-Germânico, o círculo tinha 3.212 km2 de largura, com 2.120.000 habitantes. No que diz respeito a religião, quase todos os cidadãos eram protestantes. A exceção foi o Principado Episcopal de Hildesheim, parcialmente Católico.

## Estrutura
A maior parte do território era governado pela Casa de Welf. Com a Reforma Protestante o recém convertido Arcebispado de Magdeburgo que era governado desde 1513 pela Casa de Hohenzollern, que governada Brandemburgo. Também em 1648 o Principado Episcopal de Halberstadt foi dado a Marca de Brandemburgo. O Arcebispado de Bremen, após a Reforma, foi governado por dinamarqueses e suecos, e após 1715 pela Casa de Welf. Através do Ducado de Oldemburgo, o Rei da Dinamarca tornou-se Príncipe de um dos Círculos imperiais. Também como resultado de suas posses nos Círculos Imperiais, os reis da Prússia, Suécia, e Grã-Bretanha, que governaram o Eleitorado de Brunsvique-Luneburgo, tornaram-se Príncipes do Império. Fora de todo o Império, o Círculo Inferior da Saxônia foi governado mais por reis estrangeiros. Independentemente disso, a posição forte da casa de Welf com o Círculo Inferior da Saxônia impediu que os Duques de Mecklemburgo e os Reis da Dinamarca dominassem completamente o círculo.

## Composição
O círculo foi composto dos seguintes Estados:
| Nome                  | Tipo de entidade       | Comentários |
| --------------------- | ---------------------- | --- |
| Blankenburg           | Condado                | Estabelecido em 1123, de 1599, feito para os Duques de Brunsvique-Wolfenbüttel, elevado a Principado em 1703,                                                                                      |
| Bremen                | Principado-Arcebispado | Estabelecido em 787 por Carlos Magno, secularizado em 1648 como Ducado de Bremen, feudo do Império Sueco, cedido ao Hanôver em 1719                                                                |
| Bremen                | Cidade Imperial        | Desde 1186 |
| Brunsvique-Luneburgo  | Ducado                 | Dividido entre 1235-1269, assim, que existia como único território apenas antes do estabelecimento dos círculos imperiais. Nome posteriormente comum para todos os territórios dos Welf na região. |
| Calenberg             | Principado, Ducado     | Subdivisão de Brunsvique-Lüneburg, de 1494, Unidos com Celle em 1705 a forma Hanôver, que contém todo o Brunsvique exceto Wolfenbüttel                                                             |
| Gandersheim           | Principado-Abadia      | Estabelecido em 852 pelo Duque Liudolf da Saxônia, Imediatidade imperial confirmado pelo Rei Henrique I da Germânia em 919, contestado por Brunsvique-Wolfenbüttel                                 |
| Goslar                | Cidade Imperial        | Desde 1290 |
| Grubenhagen           | Principado             | Subdivisão de Brunsvique-Luneburgo de 1291 até 1596 |
| Halberstadt           | Principado-Bispado     | Estabelecido por Carlos Magno em 804, secularizado em 1648 como Principado de Halberstadt governantes de Brandemburgo                                                                              |
| Hamburgo              | Cidade Imperial        | Desde 1189 |
| Hildesheim            | Principado-Bispado     | Estabelecido em 815 por Luís, o Pio |
| Holstein              | Ducado                 | Estabelecido em 1474, governado pela Casa Real dinamarquesa de Oldenburgo, desde 1648 residente em Glückstadt                                                                                      |
| Holstein-Gottorp      | Ducado                 | Subdivisão de Holstein de 1544 até 1773 |
| Lübeck                | Principado-Bispado     | Estabelecido em 1160 pelo Henrique, o Leão |
| Lübeck                | Cidade Imperial        | A partir de 1226 |
| Luneburgo             | Principado             | Subdivisão de Brunsvique-Luneburgo de 1269 até 1705 |
| Magdeburgo            | Principado-Arcebispado | Estabelecido em 955 por Otão I, secularizado em 1680 ao Ducado de Magdeburgo, feito para Brandemburgo                                                                                              |
| Mecklemburgo-Schwerin | Ducado                 | Estabelecido em 1352 |
| Mecklemburgo-Güstrow  | Ducado                 | Subdivisão de Mecklemburgo-Schwerin de 1520 até 1552, novamente de 1621 até 1695 |
| Mecklemburgo-Strelitz | Ducado                 | Subdivisão de Mecklemburgo-Schwerin desde 1701 |
| Mühlhausen            | Cidade Imperial        | Desde 1251 |
| Nordhausen            | Cidade Imperial        | Desde 1220 |
| Rantzau               | Condado                | Estabelecido em 1650, feito para a Casa Real dinamarquesa de Oldenburgo em 1734 |
| Ratzeburg             | Principado-Bispado     | Estabelecido em 1154 por Henrique o Leão, secularizado em 1648 como Principado de Ratzeburg, governado pelos Duques de Mecklemburgo, Mecklemburgo-Strelitz desde 1701                              |
| Regenstein            | Condado                | De cerca de 1160, Unidos com Blankenburg em 1368, realizada pelo Duque de Brunsvique-Wolfenbüttel, de 1599                                                                                         |
| Saxe-Lauenburgo       | Ducado                 | Fundada em 1296, passou para o Duque de Brunsvique-Calenberg em 1689 |
| Schwerin              | Principado-Bispado     | Fundada em 1154 por Henrique o leão, a residência em Bützow de 1239, secularizada em 1648 como um principado realizado pelos duques de Mecklemburgo-Schwerin                                       |
| Wolfenbüttel          | Principado             | Subdivisão de Brunsvique-Lüneburg de 1269, tornou-se Ducado de Brunsvique em 1815 |